# John Foxe

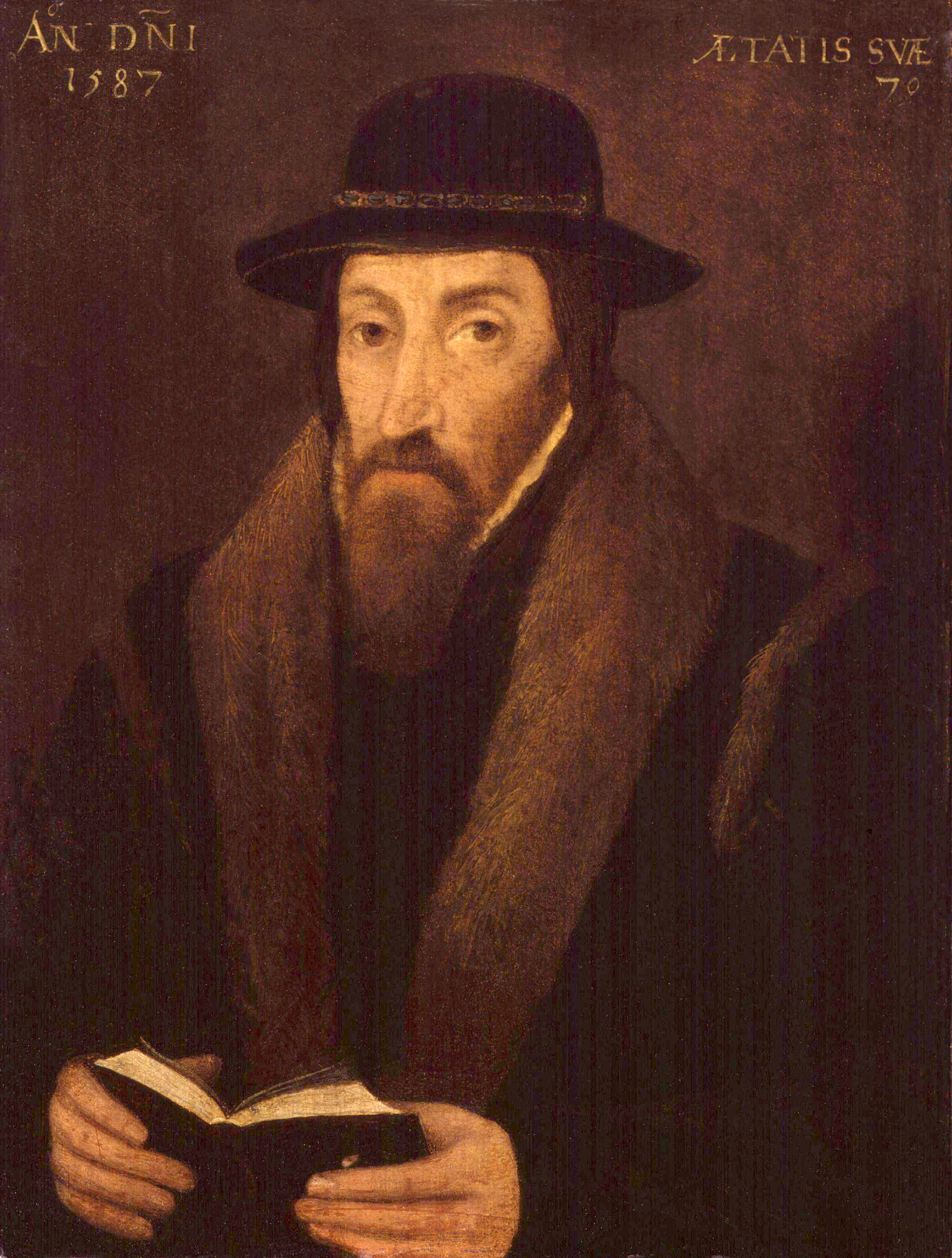
John Foxe

John Foxe (auch: Johannes Fox, * 1517 in Boston, Lincolnshire; † 8. April 1587 in London) war ein englischer Schriftsteller.

## Leben
Foxe studierte am Brasenose College der Universität Oxford. Nach der Thronbesteigung (1553) von Königin Maria I. Tudor floh er auf den Kontinent. Dort traf er die bedeutendsten Reformatoren der damaligen Zeit und wurde ein überzeugter Anhänger Johannes Calvins. Mit der Thronbesteigung von Königin Elisabeth I. (1558) konnte er nach England zurückkehren, wo er durch Edmund Grindal, Bischof von London, am 25. Januar 1560 Domherr von Salisbury wurde. Die englische Ausgabe seiner Acts and Monuments, besser bekannt als Foxes Buch über die Märtyrer, erschien 1563. Foxe pries darin den Heldenmut der protestantischen Opfer zur Zeit von Marias Herrschaft. Anne Boleyn feierte er z. B. als Märtyrerin der englischen Protestanten.